# دهه ۱۳۳۰ (پیش از میلاد)
دهه ۱۳۳۰ (پیش از میلاد) صد و سی و سومین دهه قبل از مبدا شروع تقویم میلادی است.